# 崔远鹏
崔远鹏，中华人民共和国政治人物、全国脱贫攻坚先进个人。

## 生平
崔远鹏任民丰县亚瓦通古孜乡兰城村第一书记、“访惠聚”驻村工作队队长，中国电力建设集团有限公司中水十五局第四分公司工程师。因在脱贫攻坚战中作出突出贡献，2021年2月25日全国脱贫攻坚总结表彰大会上，崔远鹏被授予“全国脱贫攻坚先进个人”。